# Historie venete dal principio della città fino all’anno 1382
Bei den Historie venete dal principio della città fino all’anno 1382 handelt es sich um ein Geschichtswerk des Venezianers Gian Giacomo Caroldo, das dieser zwischen 1520 und 1532 verfasste. Wie der Titel schon klarstellt, wird darin die Geschichte Venedigs vom Beginn der Stadt – Caroldo übernimmt hier das Gründungsjahr 421 – bis zum Jahr 1382 dargestellt.

## Handschriftenüberlieferung
Die Überlieferung des Chroniktextes ist höchst kompliziert. Zwei Autographe sind erhalten. Dabei handelt es sich zum einen um den in der Biblioteca Marciana liegenden Cod. Marc. It. VII, 803, der ein Fragment im Umfang von 114 folia birgt, das die Jahre 1367 bis 1382 umfasst, zum anderen um den in derselben Bibliothek aufbewahrten Cod. Marc. It. VII, 2448, der den Abschluss der Chronik birgt, der wiederum den Büchern V bis X des Gesamtwerks entspricht. Allerdings findet sich darin noch nicht die inzwischen gewohnte Aufteilung in die besagten Libri. 
Vom zweiten Kodex existiert eine Kopie des 18. Jahrhunderts, nämlich der in Wien liegende Cod. Palat. Vindob. 6170. Es handelt sich um eine Überarbeitung des ersten Kodex' durch den Verfasser, er bildet also eine gute Basis für eine Edition des Schlussabschnittes.
Der Anfang der Chronik hingegen ist durch eine reiche Texttradition überliefert, die sich in mehr als 40 Codices niederschlägt. Diese Tradition hatte ihren Ausgangspunkt in besagtem Cod. Marc. It. VII, 2448. Im Rahmen dieser dritten Zusammenstellungsphase trat ein Abschreiber auf, der dort, wo ein Vergleich mit dem zweiten Autograph möglich ist, also in den Büchern V-X, erweist, dass es sich um eine Verschlechterung des Ausgangstextes handelte. Dieser bevorzugte nämlich, im Gegensatz zu Caroldo, nicht die Quellen, sondern die ihm zugänglichen, mehr oder minder zuverlässigen chronikalischen Überlieferungen. Die wichtigsten Codices in dieser Reihe sind der Cod. Marc. It. VII, 128 A und der Cod. C. M. 107 des Museo civico zu Padua. Ein gut begründetes stemma codicum existiert allerdings noch nicht. Letzterer Kodex, der Paduaner Cod. C. M. 107, bietet das Stemma der Familie Caroldo, dazu einen Index der Fakten und Eigennamen, die Niccolò Caroldo 1545 ergänzte. Ersterer, der Cod. Marc. It. VII, 128 A, ist sprachlich näher am Autograph, also dem Cod. Marc. It. VII, 2448. Darüber hinaus bietet er keine Einteilung in Bücher, die ja dem Autograph gleichfalls unbekannt ist, während diese Einteilung in der sonstigen Überlieferung durchgängig vorhanden ist.

## Kompilationsverfahren
Das Verfahren der Zusammenstellung der Chronik ist dasjenige, das man im 13. bis 16. Jahrhundert fast durchgängig befolgte. Es basierte auf einer Überarbeitung der vorangegangenen Chroniken, in ihren Schwerpunkten und Ausdrucksweisen angepasst an die Intentionen des Autors. Dabei bleibt die Vorlage meist erkennbar. Dies erklärt, entsprechend den Vorlagen, den geradezu sprunghaften Stilwechsel und das Missverhältnis in den Textmengen zwischen den Abschnitten der Chronik. Dabei war für die Zeit bis 1280 das Werk des Dogen Andrea Dandolo von größter Bedeutung.

## Chronikalische Grundlage
Die Basis bildet die Chronica extensa des Dogen Andrea Dandolo, der Caroldo bis zum Dogat des Jacopo Contarini (1275–1280) folgt. Dieser umfasst jedoch nur die ersten 125 folia der insgesamt 454 folia des Cod. Marc. It. VII, 128 A. Die übrigen Seiten, die die Zeit ab 1280 darstellen, also nur ein gutes Jahrhundert der Gesamtgeschichte Venedigs, die für Caroldo im 5. Jahrhundert einsetzte, umfassen die folgenden mehr als 300 folia. Zwar folgt der Autor Dandolo im Wesentlichen, bietet aber doch Präzisierungen, andere Akzente und Erweiterungen. Vergleichsweise eigenständig schildert Caroldo dabei die Gründung der Stadt, die er ausschließlich auf die Verlagerung der Städte der Terraferma in die Lagune zurückführt, als Attila 452 in Oberitalien stand und eine Massenflucht auslöste. Caroldo lehnt eine Flucht der primates vor den Langobarden (ab 569) als Ursprung ab, wie sie zuerst Johannes Diaconus annahm, der um 1000 schrieb. Stattdessen übernimmt er das Gründungsdatum des 25. März 421 durch die Konsuln Paduas. Diese Annahme hatte die Chronistik des 13. und 14. Jahrhunderts abgelehnt, weil sie eine zu enge genetische Beziehung zu Padua bedeutet hätte – was in der Phase der Expansion Venedigs auf das Festland aber neu bewertet werden konnte. Möglicherweise blieb Caroldo aber hierin deshalb unentschieden, weil er die Monographie des Bernardo Giustinian zu diesem Thema (De origine urbis Venetiarum…, Venedig [1493]) kannte. Stattdessen zieht Caroldo die Invasion der Langobarden dafür heran, dass Sitz und Titel des Patriarchen von Aquileia nach Grado transferiert wurden. Andererseits strich Caroldo die umfangreichen Schilderungen Dandolos über die Gründung der Bischofssitze und der ältesten Kirchen drastisch zusammen. Im Gegensatz dazu bediente sich Caroldo im Zusammenhang mit den Kreuzzügen weniger bei Dandolo als – für die Kriegsgeschichte des Ersten Kreuzzugs – bei den folia 36r–46v des Cod. Marc. It. VII, 128 A sowie – im Zusammenhang mit den Vierten Kreuzzug – bei den folia 67r–72v.
Der umfangreichere Teil, der die Zeit zwischen 1280 und 1382 umfasst, lässt sich mit Blick auf die Tradition sehr viel schwerer greifen. Erkennbar sind diese in Form von Einsprengseln völlig anderen Stils (wie die lange Episode des Ferrara-Kriegs von 1305 oder der Verschwörung des Baiamonte Tiepolo (f. 134r–149v)). Die Handlung wird hier durch Reden dramatisiert, die ungewohnt weitschweifend, von reicher Ausdruckskraft und Lebendigkeit sind. Wie eingefügt wirkt auch die erneute, breite Darstellung des Ursprungs der Signoria der Carrara und derjenigen der Bonaccorsi von Mantua. Auch bei der Darstellung der Herrschaft des Dogen Andrea Dandolo handelt es sich geradezu um einen autonomen Abschnitt (f. 189v–231v), reich an Fakten, jedoch ohne historiographisches Konzept. Den letzten Abschnitt bildet die Grabrede für den Dogen Andrea Contarini, gehalten von einem Verwandten des Toten, einem Kardinal Contarini.